# Begonia hahiepiana
Begonia hahiepiana là một loài thực vật có hoa trong họ Thu hải đường. Loài này được H.Q.Nguyen & Tebbitt mô tả khoa học đầu tiên năm 2006.